# 요네쿠라 다다스케
요네쿠라 다다스케(米倉忠仰)는 에도 시대 중기의 다이묘이다. 시모쓰케 미나가와 번 제4대 번주, 무사시 무쓰우라 번 초대 번주를 지냈다. 무쓰우라 번 요네쿠라 가(六浦藩米倉家) 제4대 당주.
| 전임 요네쿠라 마사테루 | 제4대 미나가와 번 번주 (요네쿠라 가) 1712년 ~ 1722년 | 후임 폐번 |

| 전임 막부령(요네쿠라 마사타다) | 제1대 무쓰우라 번 번주 (요네쿠라 가) 1722년 ~ 1735년 | 후임 요네쿠라 사토노리 |